# Endre IF
Endre IF är en idrottsförening från Endre socken på Gotland. Den bildades 1906 och är numera mest känd för sitt innebandylag som spelar  i damernas Elitserie.